# Conrad Vedder
Conrad Vedder (Vidberg) var en träbildhuggare, verksam under 1600-talets senare hälft.
Vedder har blivit känd för eftervärlden genom den rättstvist han genomgick inför tillverkningen av en ny predikstol till Uppsala domkyrka. I ett civilprotokoll från 1675 resolverades att bildhuggargesällerna Conrad Veder och Burchardt Precht som äro betingade att förfärdiga en prädikostool för Upsala dombkyrckia skole få obehindrade samma wärck här i staden förrätta och sålunda af andra mästare uti detta handtwärcket omolesterade. Trots att Prechts anbud slutade på 700 daler silvermynt och Vedder bara begärde 400 daler silvermynt valde domkyrkorådet slutligen att låta Precht utföra arbetet. 